# Confianza digital
En informática, la confianza digital se refiere a todo aquello que da seguridad a los elementos electrónicos, garantizando la integridad, autenticidad y originalidad de los mismos, tanto a corto como a largo plazo. Se otorga confianza digital a un elemento electrónico cuando, una vez acabado su ciclo de mejora y crecimiento, se debe conservar a largo plazo por diferentes razones (legales, de memoria histórica, etc).
Los elementos que otorgan confianza digital a los documentos electrónicos deben:
- Asegurar la identificación de aquellos que están trabajando en un entorno digital o electrónico.
- Asegurar la integridad de los datos y documentos enviados a través de medios digitales.
- Conservar la confidencialidad de la información y los datos intercambiados o almacenados en un medio electrónico.
- Crear un vínculo claro entre un documento o una acción electrónicos y la responsabilidad individual legal

## Origen y problemática
En la gestión de documentos en papel, el concepto de archivo y el rol del archivero en diferentes ámbitos, como por ejemplo en la custodia del protocolo notarial o los historiales de los archivos, está ampliamente reconocido, pero no su equivalente electrónico.
Sin embargo, cuando se ven los documentos desde el punto de vista de necesidades de seguridad legal, se convierte en necesario proveer a dichos documentos de ciertas garantías, dichas garantías deberían permitir asegurar o tener confianza en su autenticidad y su futura disponibilidad.
Con el nacimiento de los documentos electrónicos, aunque los objetivos son los mismos, los paradigmas, y por lo tanto los mecanismos, son muy distintos. El principal problema viene del uso de la firma electrónica como mecanismo para asegurar la autenticidad e integridad del documento por su carácter temporal, ya que las firmas electrónicas caducan en el momento en el que lo hace el certificado con el que se realizan.
Además, existen otras dificultades que surgen al cambiar el soporte de físico a electrónico. Por ejemplo, el concepto de "original" tal y como lo entendemos en papel desaparece, puesto que todas las copias digitales de un documento son idénticas (de hecho lo que se ve en la pantalla es una copia en memoria de lo almacenado). En muchos casos ocurre que lo que uno ve en la pantalla no se corresponde con el contenido real del documento, ya que se disocia el formato de los datos, así pues, un documento electrónico original puede tener diferentes apariencias, cosa que no ocurre con el papel.

## Funciones de la confianza digital
Evidencia
La evidencia electrónica se basa en los datos reunidos automáticamente por el sistema de información,  y tiene que ser capaz de demostrar el uso que se ha dado a dichos datos. Podría ser necesario usar éstos datos para en una disputa sobre la autenticidad del documento, como prueba en un litigio o incluso para demostrar que un archivo ha sido destruido.
En términos de gestión de la evidencia, es necesario que se tengan en cuenta las siguientes características:
- La generación de evidencias relacionadas con el archivo
- El control de la evidencia por parte de terceros imparciales.
- El mantenimiento en el tiempo de la evidencia tanto de su conservación como en sus intercambios.

Intercambio
El término intercambio, en este caso, no hace referencia a la forma en que un objeto es transmitido entre emisor y receptor, sino más bien a: 
- La identificación de las partes (emisor y receptor): Cada una de las partes debe ser identificada para tener certidumbre de quienes son los participantes en el intercambio.
- La identificación del intercambio: El intercambio seguro requiere la generación de un sobre seguro proveyendo a la oficina de control de cierta información que debe ser comprobada a  la apertura del envío.
- La creación del sobre seguro o capa de seguridad: El feedback provisto por la oficina de control permite al emisor del mensaje emitir un sobre XML encriptado. La oficina de control nunca accede al contenido del mensaje, pero mantiene un enlace único entre el sobre (su hash) y sus atributos (receptores y las condiciones de apertura)
- La trazabilidad de los hechos relacionados con el intercambio

Archivado
El archivado es un conjunto de acciones, herramientas y métodos usados para almacenar información en el medio y largo plazo, con la intención de poder utilizar dicha información posteriormente. 
Archivar requiere, no solo “congelar” y almacenar un documento, también implica implementar una serie de  reglas sobre el resto del procesamiento del documento para poder conferirle un valor legal. Este conjunto de reglas se conoce como “política de archivado”, y se usa para:  
- Definir los objetivos del sistema de archivado electrónico teniendo en cuenta el entorno y sus aspectos legales y forales además de los criterios establecidos por la empresa u organización.
- Definir a todos los involucrados en el proceso así como sus correspondientes obligaciones y derechos de forma clara.
- Definir las características usadas en el servicio de archivado y su correspondiente organización funcional.
- Implementación de los principios técnicos de seguridad teniendo en cuenta la política de seguridad de la empresa.

## Estándares de referencias
- ISO 14721
- ISO 15489
- ISO 19005
- Moreq 2
- European Parliament and Council Directive 1999/93/EC relating t the electronic signature
- United Nations Convention on the Use of Electronic Communications in International Contracts
- UN Model Law on Electronic Signatures With Guide to Enactment 2001 Archivado el 2 de agosto de 2012 en Wayback Machine.
- UN Promoting confidence in electronic commerce: legal issues on international use of electronic authentication and signature methods
- Evidence Record Syntax (ERS)